# Anne-Marie Garat
Pour les articles homonymes, voir Garat.
Anne-Marie Garat, née le 9 octobre 1946 à Bordeaux et morte le 26 juillet 2022 à Paris, est une romancière française.
Elle a obtenu le prix Femina et le prix Renaudot des lycéens pour son roman Aden en 1992 et le prix Marguerite-Audoux pour son roman, Les Mal Famées en 2000. De juin 2007 à juin 2009, elle est présidente de la Maison des écrivains et de la littérature.

## Biographie

### Jeunesse
Anne-Marie Garat naît le 9 octobre 1946 à Bordeaux dans le quartier des Chartrons, au sein d'une famille aux revenus modestes : son père est ouvrier, sa mère couturière. Il y a peu de livres dans le foyer familial, et c'est à la bibliothèque qu'elle assouvit sa soif de lecture. Elle fait des études de lettres, à Bordeaux puis à Paris. Elle obtient un DEA de cinéma à l'université Panthéon-Sorbonne. Elle enseigne le cinéma et la photographie à Périgueux puis, dans les années 1980, au lycée expérimental de Montgeron dans l'Essonne. Elle est un moment chargée de mission, auprès de Jack Lang, pour l'enseignement du cinéma à l'école.

### Carrière
Elle publie de nombreux romans, en recourant à tous les genres littéraires, du roman sentimental au policier en passant par le roman historique et où les personnages féminins tiennent une place importante.
En 1992, son sixième roman Aden traite de la mémoire : à la fois celle du cerveau informatique où le personnage principal, un programmeur informatique, entre par effraction, et celle du programmeur lui-même, lors de sa recherche identitaire. Le roman obtient le prix Femina et le prix Renaudot des lycéens.
Les Mal Famées, un roman « culinaire » où deux femmes, que leur détresse a réunies, commettent un crime pour sauver la vie d'une petite fille juive qu'elles ont recueillie, obtient le prix Marguerite-Audoux en 2000.
En 2006, elle entame une grande trilogie historique couvrant l'ensemble du XXe siècle à travers la vie de trois familles : les années 1910 pour Dans la main du diable, puis la montée des fascismes avec L'Enfant des ténèbres (Actes Sud, 2008), pour finir avec Pense à demain.

Dans la foulée de ce roman à tonalité antifasciste marquée, Anne-Marie Garat prend, en décembre 2008, une position publique contre ce qu'elle juge être des dérives liberticides du gouvernement français. Elle y dénonce le sort réservé aux sans-papiers, les brutalités policières et l'interpellation d'un journaliste, évoquant : 
« Criminalisation systématique de qui s'insurge, dénis de justice, inhumanité érigés en principe de gouvernement. Presse paillasson, muselée par ses patrons, industriels des armes. Intimidations, contrôles au faciès, humiliations, brutalités, violences et leurs dérapages – quelques précipités du balcon, quelques morts de tabassage accidentel –, sitôt providentiellement dilués dans le brouhaha des crises bancaires, de l'affairisme et du sensationnel saignant. »
Le 17 janvier 2014, elle est élue membre du jury du prix Femina, en remplacement de Paule Constant, démissionnaire après son élection à l'Académie Goncourt.
Son dernier livre, Humeur noire, paru en 2021, est à la fois un cri de colère et une réflexion personnelle sur le rôle des bibliothèques dans la restitution de l'esclavage au travers du cas de Bordeaux, sa ville natale avec laquelle elle entretient des rapports tumultueux,.

### Vie privée et mort
Elle est l'épouse du linguiste Jean-Claude Chevalier, mort en 2018.
Elle meurt des suites d'un cancer le 26 juillet 2022 à Paris, à l'âge de 75 ans. Ses funérailles ont lieu le 4 août suivant au crématorium du cimetière du Père-Lachaise.

## Œuvres
- L'Homme de Blaye, Flammarion, 1984
- Voie non classée, Flammarion, 1985
- L'Insomniaque, Flammarion, 1987 prix François-Mauriac de la région Aquitaine (ancienne version)
- Le Monarque égaré, Flammarion, 1989 ; Seuil, 1996
- Chambre noire, Flammarion, 1990
- Aden, Seuil, 1992, prix Femina 1992 prix Renaudot des lycéens 1992
- Photos de familles, Seuil, 1994
- Merle, Seuil, 1996
- Dans la pente du toit, Seuil, 1998
- L'Amour de loin, Actes Sud, 1998
- István arrive par le train du soir, Seuil, 1999
- Les Mal Famées, Actes Sud, 2000 ; Babel no 557 prix Marguerite-Audoux 2000
- Nous nous connaissons déjà, Actes Sud, 2003 ; Babel no 741
- La Rotonde, Actes Sud, 2004
- Un tout petit cœur, Actes Sud junior, 2004
- Une faim de loup. Lecture du Petit Chaperon rouge, Actes Sud, 2004
- Une traversée du siècle 1 Dans la main du diable, Actes Sud, 2006  (ISBN 978-2-7427-6051-0)
- On ne peut pas continuer comme ça, Atelier In8, 2006
- Une traversée du siècle 2 L'Enfant des ténèbres, Actes Sud, 2008  (ISBN 978-2-7427-7410-4) prix Anna-de-Noailles de l’Académie française en 2009
- Une traversée du siècle 3 Pense à demain, Actes Sud, 2010  (ISBN 978-2-7427-8933-7)
- Photos de familles, Actes Sud, 2011  (ISBN 978-2-7427-9730-1)
- Programme sensible, Actes Sud, 2013  (ISBN 978-2-330-01423-0)
- La Première Fois, Actes Sud, 2013  (ISBN 978-2-330-02512-0)
- La Source, Actes Sud, 2015, 380 pages  (ISBN 978-2-330-05318-5)
- Le Grand Nord-Ouest, Actes Sud, 2018  (ISBN 978-2-330-09658-8) prix Franz-Hessel 2018
- La Nuit atlantique, Actes Sud, 2020, 320 p.[12] (ISBN 978-2-330-13117-3)
- Humeur noire, Actes Sud, 2021  (ISBN 978-2330144524)